# Bonte beer
De bonte beer (Callimorpha dominula) is een dagactieve nachtvlinder uit de familie van de spinneruilen (Erebidae) en de onderfamilie van de beervlinders (Arctiinae). De vlinder heeft een spanwijdte van 45 tot 55 millimeter.
De waardplanten van de bonte beer zijn onder meer gewone smeerwortel, dovenetel, koninginnekruid, brandnetel, braam, wilg, meidoorn, kamperfoelie en moerasspirea.
De vliegtijd is mei tot juli. In Nederland wordt de vlinder hoogst zelden aangetroffen.

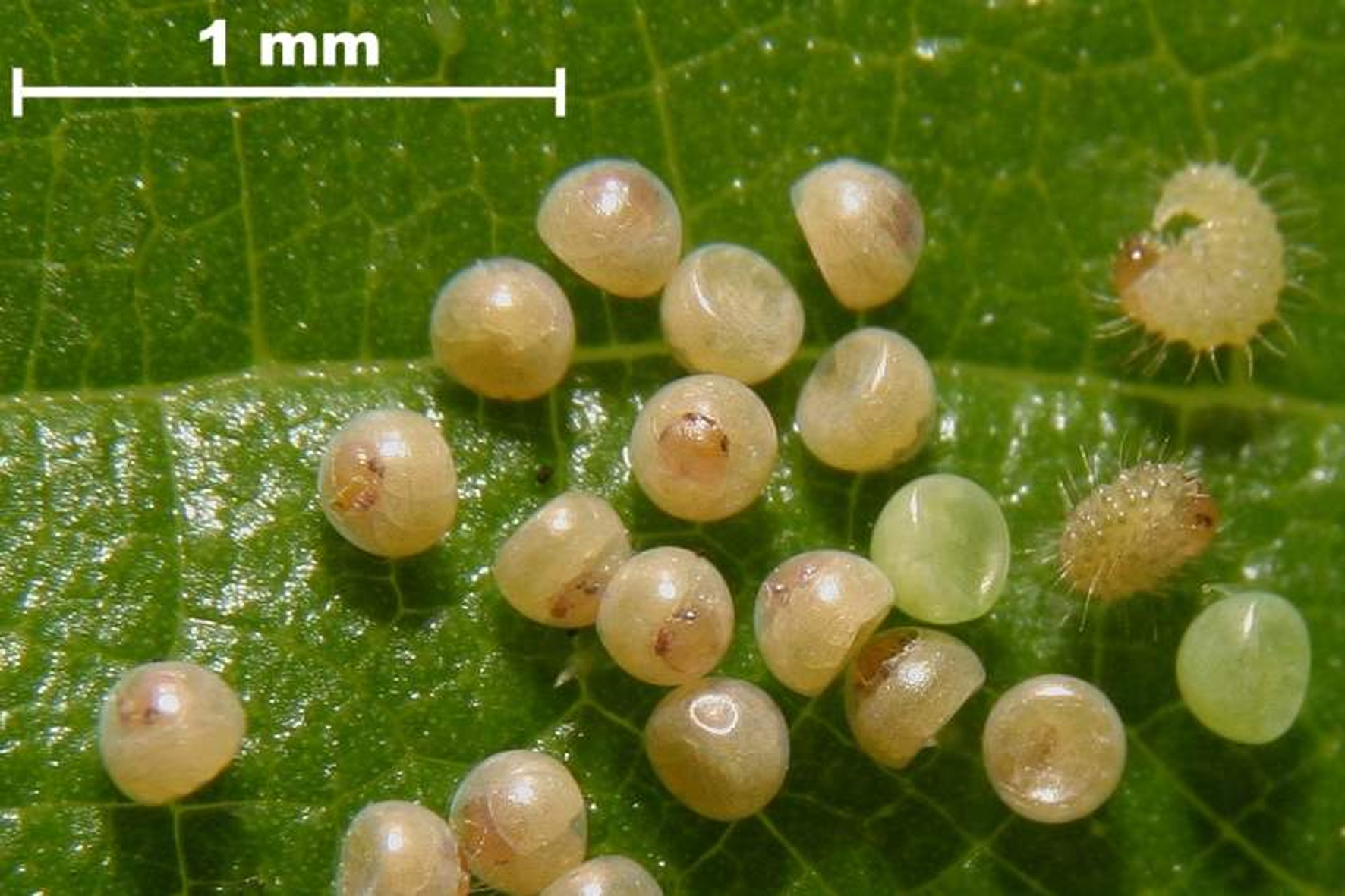
Eitjes
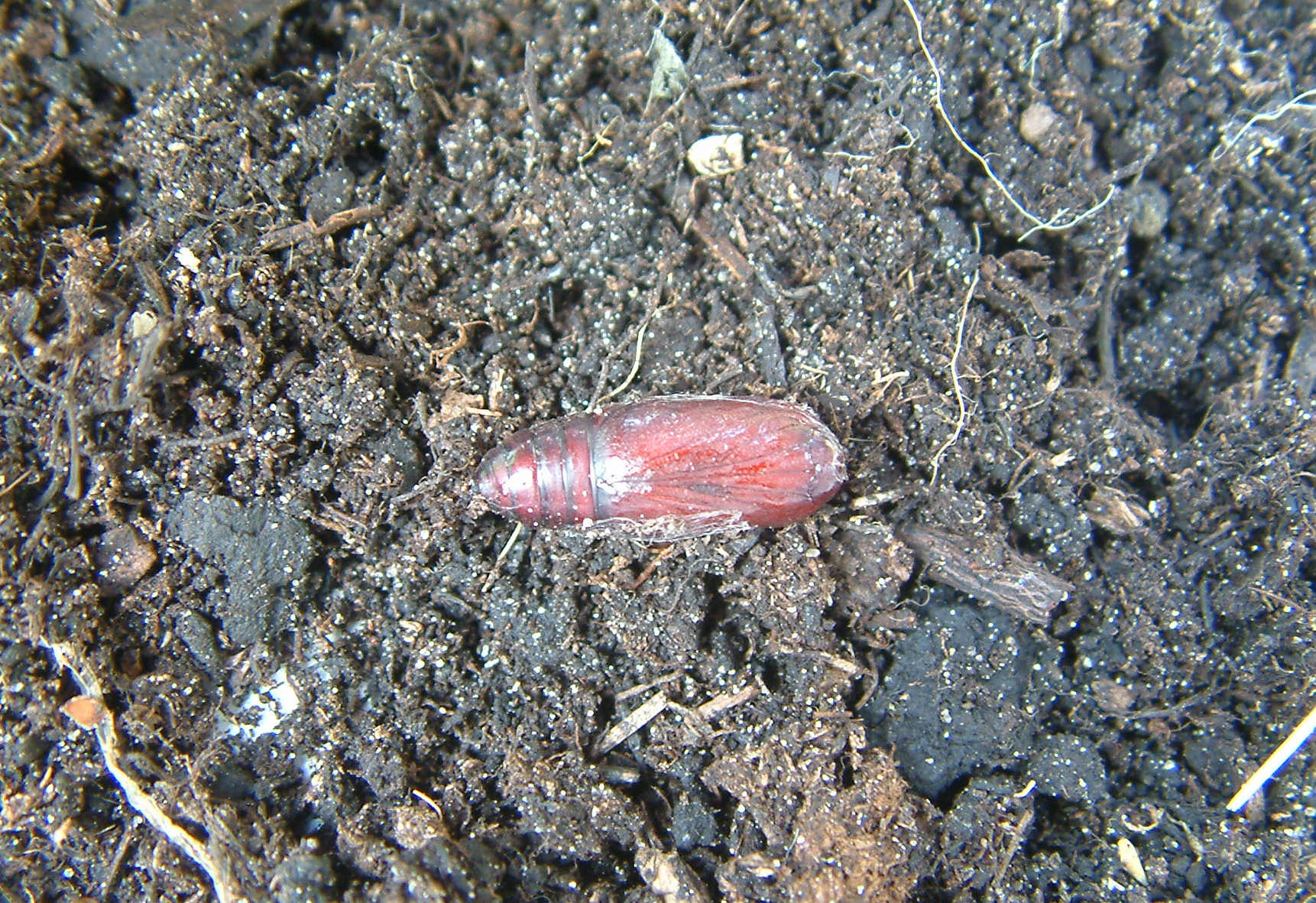
Pop